# Flux radiant
En radiometria, el flux radiant és la mesura de la potència d'una radiació electromagnètica (inclosa la llum visible), de l'energia {\displaystyle dQ} que transporten les ones per unitat de temps. Aquesta potència pot ser el total emès per una font o el total que arriba a una superfície determinada:
{\displaystyle \Phi _{e}={\frac {\mathrm {d} Q_{e}}{\mathrm {d} t}}}
El subíndex e, s'utilitza per indicar que es tracta de magnituds electromagnètiques, d'aquesta manera ho diferenciem de les fotomètriques.

## Unitats
La unitat del Sistema Internacional d'Unitats (SI) per al flux radiant és el watt (W), que s'expressa en energia per unitat de temps o, utilitzant unitats del SI, joules per segon. Així, si tenim una font de radiació que té un flux radiant d'1 W, s'haurà d'entendre que produeix 1 joule d'energia cada segon.
En el cas d'una làmpada incandescent, sabent que el flux de radiacions per sota de 0.01μm és negligible, igual que l'energia corresponent a les zones de l'espectre electromagnètic que corresponen a les microones i la radiofreqüència, podem assumir que el flux radiant es correspon a la radiació que emet dins de l'espectre visible. Per tant, podem considerar que la potència nominal de la làmpada equival al flux radiant, de manera que si és de 50 W, considerarem que el flux radiant també serà de 50 W.